# Equinoturioides
Els equinoturioides (Echinothurioida) són un ordre d'equinoderms equinoïdeus. Es distingeixen d'altres eriçons de mar per la combinació d'una testa flexible i espines buides. La membrana al voltant de la boca conté només plaques simples, en contrast amb les parts més complexes de la boca dels seus parents propers, els Diadematoida. Gairebé tots viuen en aigües profundes.

## Taxonomia
L'ordre Echinothurioida conté 64 espècies,
repartides en tres famílies:
- Família Echinothuriidae Thomson, 1872

- Família Kamptosomatidae Mortensen, 1934
- Família Phormosomatidae Mortensen, 1934